# ساركومة مخاطية
ساركومة مخاطية أو غرن مخاطي أو مكسوسركومة (بالإنجليزية: Myxosarcoma)‏ هو ورم قلبي خبيث نادر.